# Lentigo (genre)
Pour l’article ayant un titre homophone, voir Lambi.
Genre
Lentigo est un genre de mollusques gastéropodes de la famille des Strombidae.

## Liste des espèces
Selon World Register of Marine Species (18 janvier 2021) :
- Lentigo lentiginosus (Linnaeus, 1758)
- Lentigo pipus (Röding, 1798)

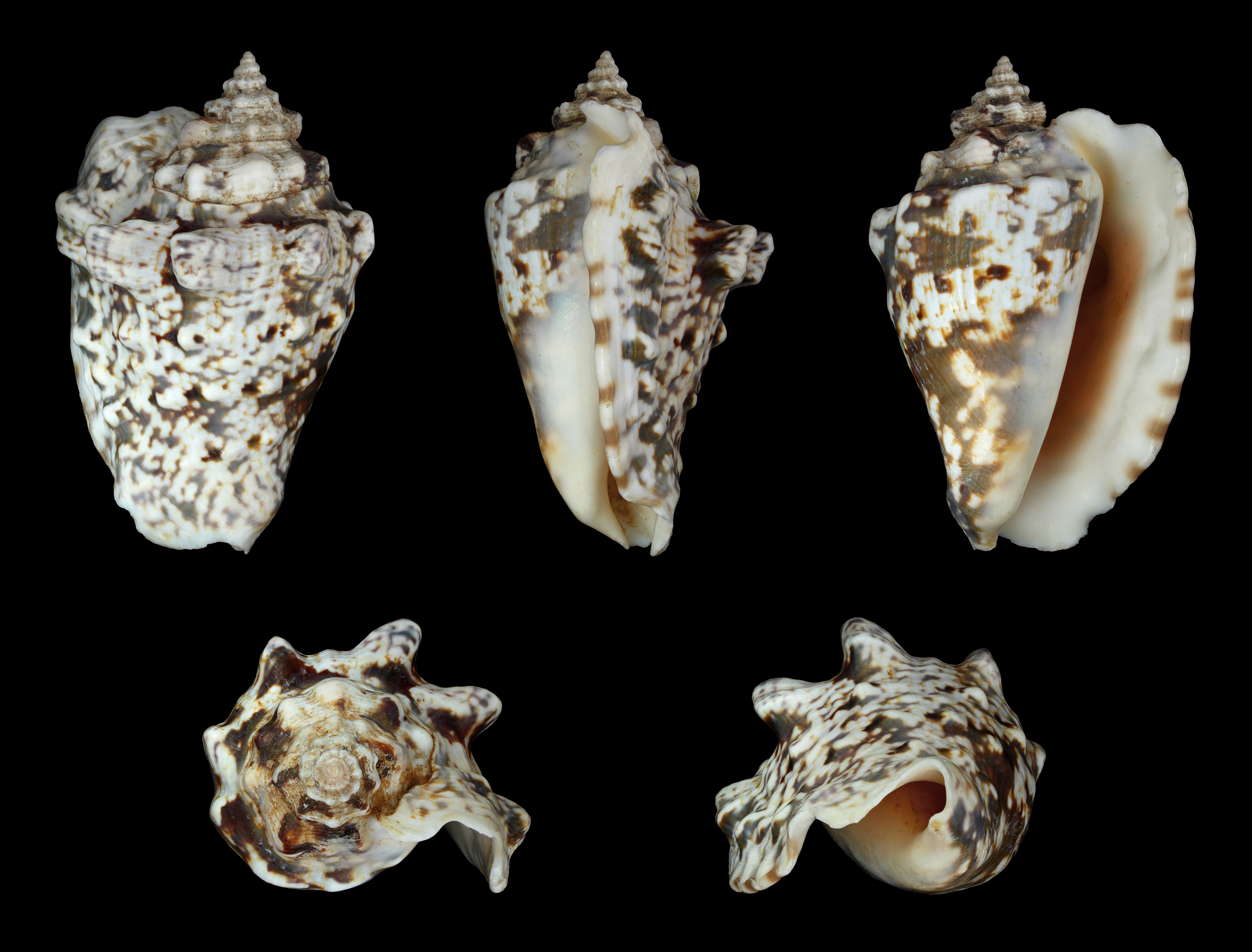
Lentigo lentiginosus.
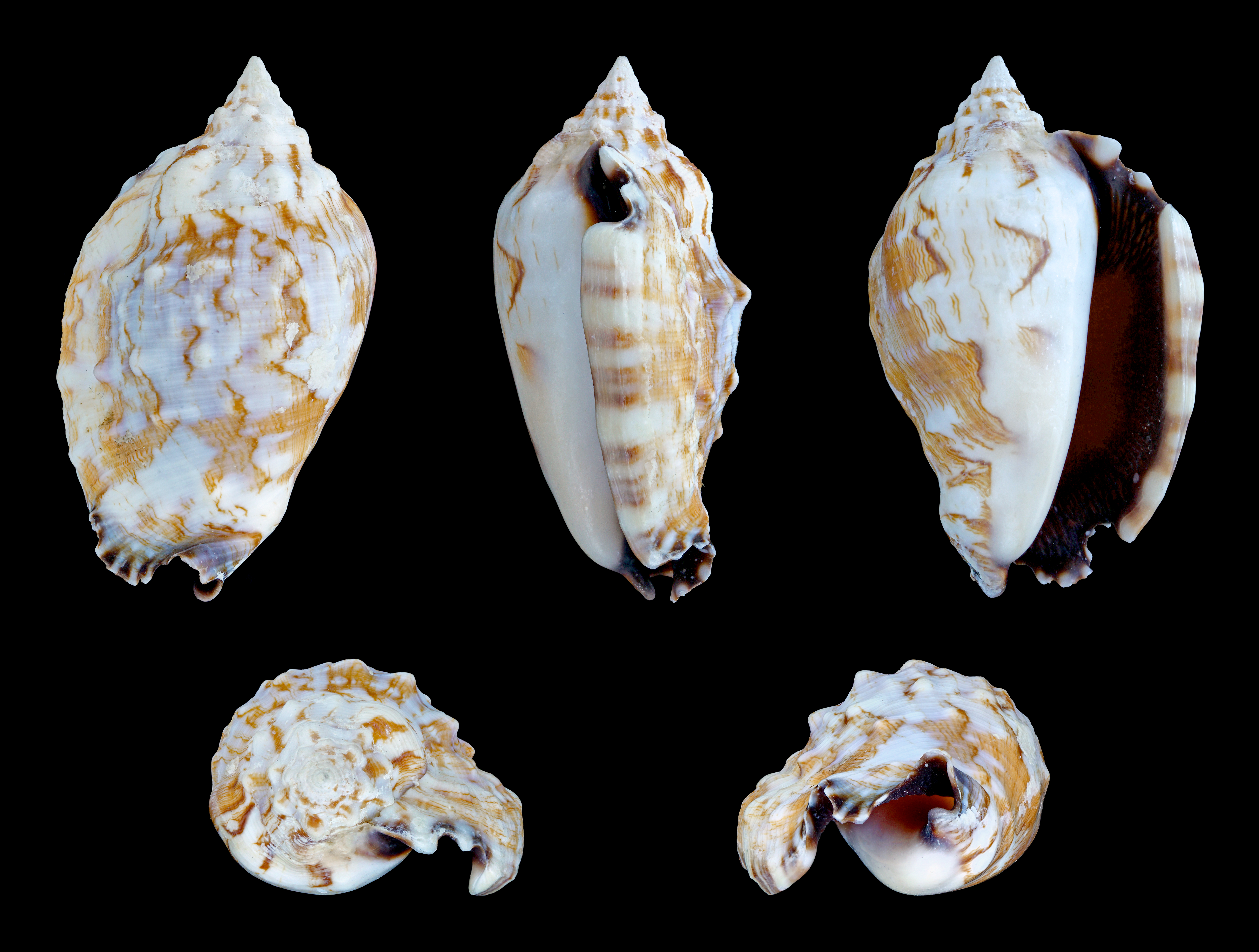
Lentigo pipus.